# Janri Kachia
Pour la zone de gouvernement, voir Kachia.
Janri Kachia (en géorgien : ჯანრი კაშია), né le 8 mai 1939 à Batoumi et mort le 11 mars 2012 à Massy dans l'Essonne, est un écrivain et journaliste géorgien de renom, ancien dissident politique sous l'ère soviétique.

## Biographie
Janri Kachia est marié à la femme politique et diplomate Salomé Zourabichvili, élue présidente de la Géorgie en 2018. Il meurt à Massy le 11 mars 2012,.

## Ouvrages
- ენა, საზრისი, ყოფიერება / ქართველურ ენათა ტოპოლოგია
- თავისუფლება და ფედერალიზმი
- ტოტალიტარიზმი